# Oliver Dashe Doeme
Oliver Dashe Doeme (Kwanoeng, Plateau State, Nigéria, 13 de dezembro de 1960) é bispo de Maiduguri.
Oliver Dashe Doeme foi ordenado sacerdote em 18 de outubro de 1997. Foi incardinado no clero da Diocese de Shendam em 2 de junho de 2007.
Papa Bento XVI nomeou-o bispo de Maiduguri em 6 de junho de 2009. Foi ordenado bispo pelo Arcebispo de Jos, Ignatius Ayau Kaigama, em 13 de agosto do mesmo ano; Os co-consagradores foram Renzo Fratini, Núncio Apostólico na Nigéria, e Matthew Man-Oso Ndagoso, Arcebispo de Kaduna. 
Desde 2015, o Bispo Oliver tem apoiado um movimento do rosário para combater o Boko Haram.